# 12e étape du Tour d'Italie 1998
Pour un article plus général, voir Tour d'Italie 1998.
La 12e étape du Tour d'Italie 1998 a lieu le 28 mai 1998 entre Saint-Marin et Carpi. Elle est remportée par Laurent Roux.

## Récit
Sous la pluie, le Français Laurent Roux remporte une superbe victoire d'étape en lâchant ses 8 compagnons d'échappée dans le final. Il endosse le Maillot Rose, profitant du désintérêt du peloton pour l'échappée dont il faisait partie. Le vainqueur de la veille Andrea Noè accède à la deuxième place du classement général grâce à sa présence dans un groupe de contre-attaque.

## Classement de l'étape
| \| 1. \| Laurent Roux \| \| TVM \| en \| \| \| 2. \| Serguei Smetanine \| \| Vitalicio \| + \| 0 s \| \| 3. \| Germano Pierdomenico \| \| Cantina Tollo \| \| 2 s \| |                      |  |               |    |     |
| 1. | Laurent Roux         |  | TVM           | en |     |
| 2. | Serguei Smetanine    |  | Vitalicio     | +  | 0 s |
| 3. | Germano Pierdomenico |  | Cantina Tollo |    | 2 s |

## Classement général
| \| 1. \| Laurent Roux \| \| TVM \| en \| \| \| 2. \| Andrea Noè \| \| Asics \| + \| 19 s \| \| 3. \| Alex Zülle \| \| Festina \| \| 35 s \| |              |  |         |    |      |
| 1. | Laurent Roux |  | TVM     | en |      |
| 2. | Andrea Noè   |  | Asics   | +  | 19 s |
| 3. | Alex Zülle   |  | Festina |    | 35 s |